# Jacques Frijters
Jacques Frijters (Baarle-Nassau, 22 januari 1947 - 11 juni 2020 was een Nederlands wielrenner, die professional was van 1969 tot en met 1971.
In 1968 brak Frijters door als amateur met tien overwinningen in één seizoen, waaronder twee etappezeges in het Circuit des Mines, een zware rittenkoers in Frankrijk. Hij kreeg een contract bij de profformatie van Mann-Grundig en in de trui van die ploeg werd hij verrassend Nederlands kampioen. Hij won dat jaar nog enkele koersen, maar nadat hij zijn trui had overgedragen ging het een heel stuk minder. Overwinningen waren er niet meer bij en in 1971 beëindigde hij zijn loopbaan. 
Hoewel hij dus Nederlands kampioen was geworden, raakte hij snel in de vergetelheid.

## Palmares
1969
- Nederlands kampioenschap wielrennen
- 5e etappe deel b van de Vierdaagse van Duinkerken

1970
- proloog (ploegentijdrit) van Parijs-Nice

## Resultaten in voornaamste wedstrijden
|      | \| Jaar \| Milaan-San Remo \| Amstel Gold Race \| \| WK op de weg \| \| ---- \| --------------- \| ---------------- \| \| ------------ \| \| 1969 \| \| 10e \| \| 13e \| \| 1970 \| 86e \| \| \| \| |                  |  |              |
| Jaar | Milaan-San Remo | Amstel Gold Race |  | WK op de weg |
| 1969 | | 10e              |  | 13e          |
| 1970 | 86e |                  |  |              |